# Грб Либије
Грб Либије је незванични хералдички симбол афричке државе Либије. Грб није предвиђен тренутним Уставом Либије који у себи спомиње само заставу, па се за потребе грба користи више хералдичких решења (печат Генералног националног конгреса који је заменио Национално прелазно веће, као и премијер). На пасошима као и на неким јавним установама се користи златни полумесец и звезда који се уједно сматрају најприхватљивијим хералдичким симболом Либије.

## Грб Џамахирије
Грб је био веома сличан, мада не идентичан ономе који је коришћен док је држава била део Федерације Арапских Република. Усвојен је након напуштања федерације, 1977, и био је на снази до пада режима Гадафија 2011. године.
Као и на застави Либије, доминирала је зелена боја, која симболише ислам, као и Гадафијеву зелену револуцију.
Птица на грбу, Соко Куариша, амблем је Мухамедовог племена.

## Галерија
- Грб Краљевине Либије (1952-1969)
- Грб Федерације Арапских Република (1969-1972)
- Грб Арапске републике Либије са Федерацијом Арапских Република (1972-1977)
- Грб Либије (1977-2011)
- Први печат Националног прелазног већа (Март - Април 2011)
- Други печат Националног прелазног већа (2011-2012)